# 拉塞博里

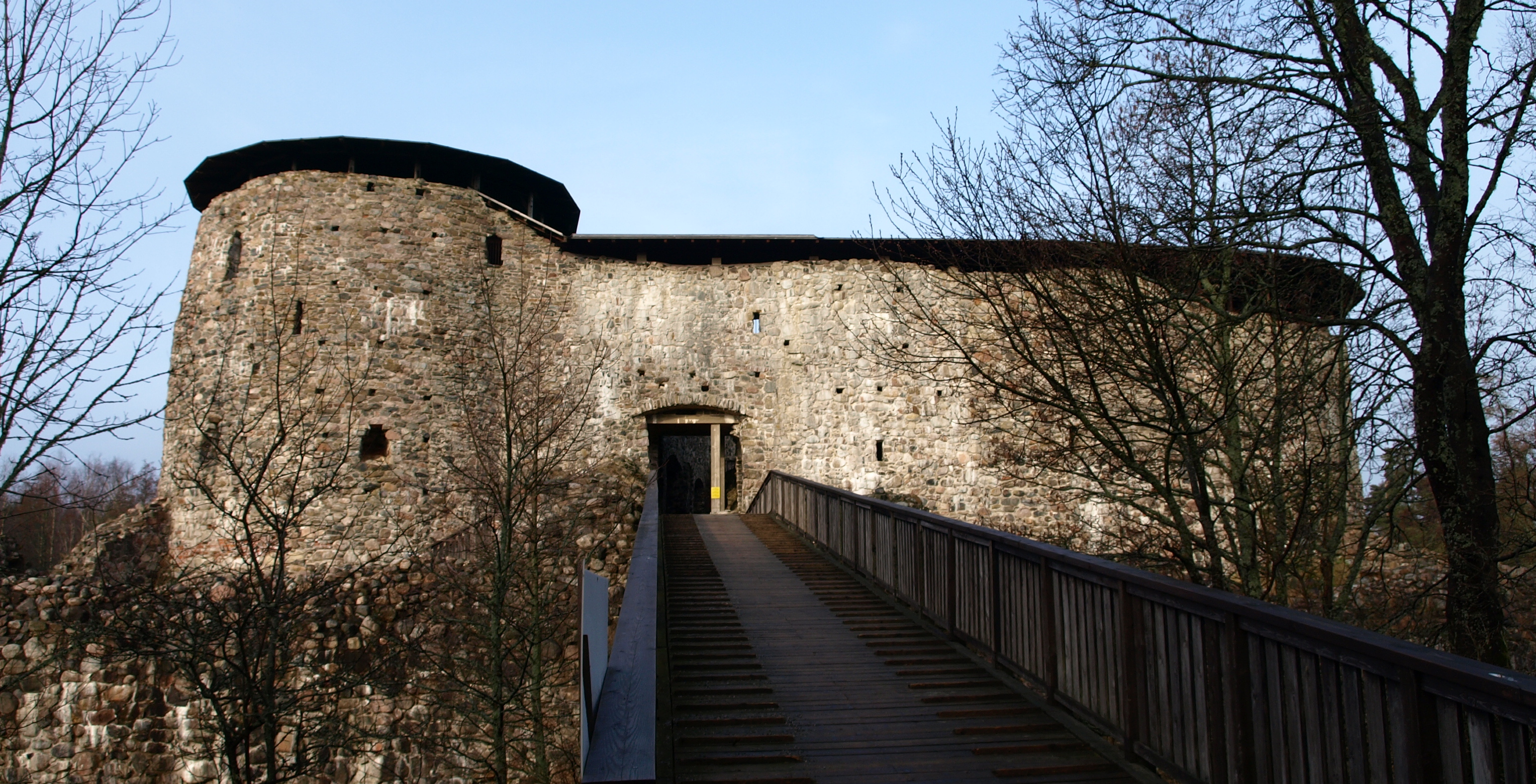
拉塞博里城堡

59°59′N 023°39′E / 59.983°N 23.650°E
拉塞博里（瑞典語：Raseborg，芬兰瑞典语发音：[ˈrɑːseˌborj]，芬蘭語發音：[ˈrɑːseˌpori]）是芬蘭新地區的市镇，在2009年1月1日由埃克奈斯、卡里斯和波赫亚三个市镇合并而成。
拉塞博里的居民数量为27,580人（2020年7月31日），面积为2,354.24平方公里，其中1,206.67平方公里为水域面积。人口密度为每平方公里24.03人。
新成立的市镇名字来自位于原埃克奈斯市镇内的拉塞博里城堡。历史上在14世纪时该地区的名字也叫拉塞博里。
拉塞博里为双语市镇，芬兰瑞典族人口占多数，为66.2%，芬兰族人口为31%。